# Khodmunier
Khodmunier- eller Atjomi-folket är en iransk folkgrupp runt Persiska viken.
Khodmunier talade språk benämns Atjomi-språket.[källa behövs]
De flesta av dem är sunnimuslimer och har en shiitisk minoritet bland dem.
De bor i södra Iran såväl som i de länder som gränsar till Persiska viken.